# Karl Mathes
Karl Mathes (* 16. Februar 1907; † 29. September 1978) war ein deutscher Kommunalpolitiker (zuerst Bayernpartei, später CSU).

## Leben
Karl Mathes war selbstständiger Kaufmann.
In der Nacht vom 30. April auf den 1. Mai 1945 soll Karl Mathes mit Anderen eine von der SS aufgerichtete Panzersperre in Unterhaching, noch bevor amerikanische Truppen einrückten, wieder abgebaut haben.
Im Jahr  1952 wurde er, als Nachfolger von Josef Fertl, zum Bürgermeister in Unterhaching gewählt. Die ersten Jahre war er noch ehrenamtlich tätig. Ab dem Jahr 1966 war die Gemeinde so weit gewachsen, dass er zum hauptamtlichen Bürgermeister bestellt wurde. In seine Amtszeit fiel die Abspaltung von Ottobrunn, die Errichtung der Siedlungen in der Grünau und im Fasanenpark, der Umzug des Rathauses 1962 vom Gebäude Bürgermeister-Prenn-Straße Ecke Kirchfeldstraße in das Gebäude an der Kreuzung Ottobrunner Straße Ecke Grünauer Allee. Er wurde in vier Wahlen (1955, 1956, 1960 und 1966) wieder zum Bürgermeister gewählt, sein Nachfolger wurde 1972 Engelbert Kupka.

## Ehrungen
- Bürgermedaille mit Ehrennadel in Gold der Gemeinde Unterhaching[4], verliehen am 10. Februar 1967[1]
- Ehrenbürger der Gemeinde Unterhaching, verliehen am 24. Januar 1972[1]
- Verdienstkreuz am Bande  der Bundesrepublik Deutschland, verliehen im Jahr 1972
- Benennung der Karl-Mathes-Straße in Unterhaching